# Müllheim-Badenweiler Eisenbahn
| A. Borsig, Berlin: 2x2/2 Verbund-Tender-Lokomotive für 1 m Spurweite, gebaut 1898 für Müllheim-Badenweiler-Eisenbahn |                                     |                            |                            |
| Kursbuchstrecke: | 307h (1934) 307f (1944) 303n (1946) |                            |                            |
| Streckenlänge: | 7,57 km                             |                            |                            |
| Spurweite: | 1000 mm (Meterspur)                 |                            |                            |
| Stromsystem: | ab 1914: 1000 V =                   |                            |                            |
| Maximale Neigung: | 33 ‰                                |                            |                            |
| Minimaler Radius: | 40 m                                |                            |                            |
| |                                     |                            |                            |
| \| \| \| Rheintalbahn von Karlsruhe \| \| \| \| 0,00 \| Müllheim (Baden) \| 250 m ü. NN \| \| \| \| Rheintalbahn nach Basel \| \| \| \| \| Neuenburger Runs \| \| \| \| 1,65 \| Müllheim Kogermühle \| Müllheim Kogermühle \| \| \| \| Neuenburger Runs \| \| \| \| 1,95 \| Müllheim Turnhalle \| Müllheim Turnhalle \| \| \| 2,35 \| Müllheim Amtsgericht \| Müllheim Amtsgericht \| \| \| 2,75 \| Müllheim (Baden) Stadt \| Müllheim (Baden) Stadt \| \| \| 2,97 \| Müllheim Rathaus[1] \| Müllheim Rathaus[1] \| \| \| 4,03 \| Niederweiler Warteck \| Niederweiler Warteck \| \| \| 4,40 \| Niederweiler \| 295 m ü. NN \| \| \| 5,45 \| Ausweiche \| Ausweiche \| \| \| 5,80 \| Badenweiler-Oberweiler \| 330 m ü. NN \| \| \| 6,65 \| Badenweiler Hasenburg \| Badenweiler Hasenburg \| \| \| \| Klemmbach \| \| \| \| 7,57 \| Badenweiler \| 420 m ü. NN \| |                                     |                            |                            |
| Strecke |                                     | Rheintalbahn von Karlsruhe | Rheintalbahn von Karlsruhe |
| Bahnhof · Kopfbahnhof Streckenanfang (Strecke außer Betrieb) | 0,00                                | Müllheim (Baden)           | 250 m ü. NN                |
| Verschwenkung nach rechts · Verschwenkung nach rechts (Strecke außer Betrieb) |                                     | Rheintalbahn nach Basel    | Rheintalbahn nach Basel    |
| Brücke über Wasserlauf (Strecke außer Betrieb) |                                     | Neuenburger Runs           | Neuenburger Runs           |
| Bahnhof (Strecke außer Betrieb) | 1,65                                | Müllheim Kogermühle        | Müllheim Kogermühle        |
| Brücke über Wasserlauf (Strecke außer Betrieb) |                                     | Neuenburger Runs           | Neuenburger Runs           |
| Haltepunkt / Haltestelle (Strecke außer Betrieb) | 1,95                                | Müllheim Turnhalle         | Müllheim Turnhalle         |
| Haltepunkt / Haltestelle (Strecke außer Betrieb) | 2,35                                | Müllheim Amtsgericht       | Müllheim Amtsgericht       |
| Bahnhof (Strecke außer Betrieb) | 2,75                                | Müllheim (Baden) Stadt     | Müllheim (Baden) Stadt     |
| Haltepunkt / Haltestelle (Strecke außer Betrieb) | 2,97                                | Müllheim Rathaus           | Müllheim Rathaus           |
| Bahnhof (Strecke außer Betrieb) | 4,03                                | Niederweiler Warteck       | Niederweiler Warteck       |
| Haltepunkt / Haltestelle (Strecke außer Betrieb) | 4,40                                | Niederweiler               | 295 m ü. NN                |
| Dienststation / Betriebs- oder Güterbahnhof (Strecke außer Betrieb) | 5,45                                | Ausweiche                  | Ausweiche                  |
| Haltepunkt / Haltestelle (Strecke außer Betrieb) | 5,80                                | Badenweiler-Oberweiler     | 330 m ü. NN                |
| Bahnhof (Strecke außer Betrieb) | 6,65                                | Badenweiler Hasenburg      | Badenweiler Hasenburg      |
| Brücke über Wasserlauf (Strecke außer Betrieb) |                                     | Klemmbach                  | Klemmbach                  |
| Kopfbahnhof Streckenende (Strecke außer Betrieb) | 7,57                                | Badenweiler                | 420 m ü. NN                |

Die Müllheim-Badenweiler Eisenbahn AG (MBE) ist eine ehemalige Bahngesellschaft in Südbaden, die die meterspurige Bahnstrecke Müllheim – Badenweiler betrieb. Die Strecke wurde 1896 eröffnet und 1955 stillgelegt. Innerhalb der Stadt Müllheim war sie straßenbahnähnlich trassiert. Die Bahn wurde zunächst als Dampfstraßenbahn betrieben und 1914 elektrifiziert. Sie überwand zwischen dem ehemaligen Staatsbahnhof Müllheim und dem Kurort Badenweiler auf einer Länge von 7,57 Kilometern einen Höhenunterschied von 170 Metern.

## Geschichte

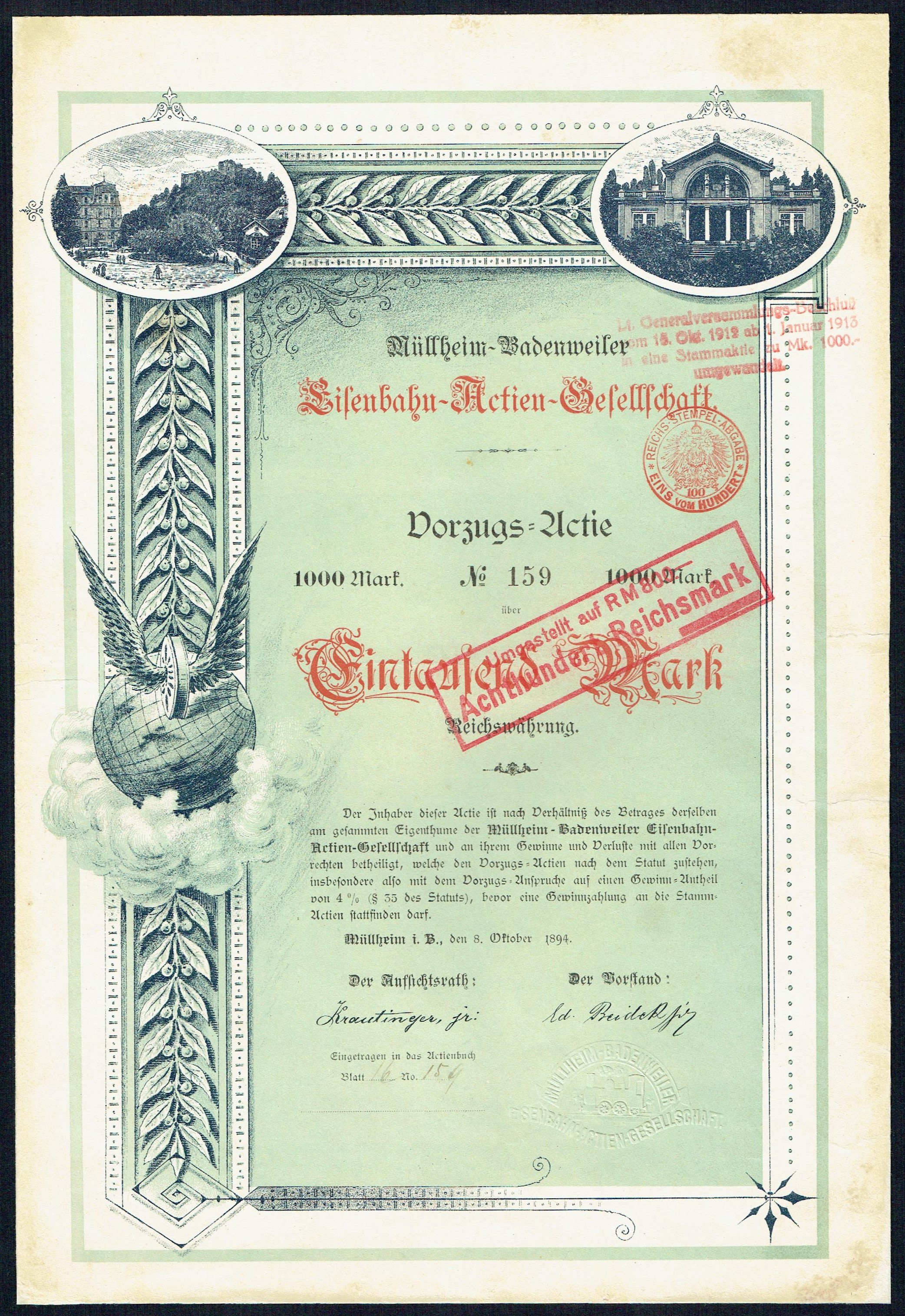
Vorzugsaktie über 1000 Mark der Müllheim-Badenweiler Eisenbahn-AG vom 8. Oktober 1894

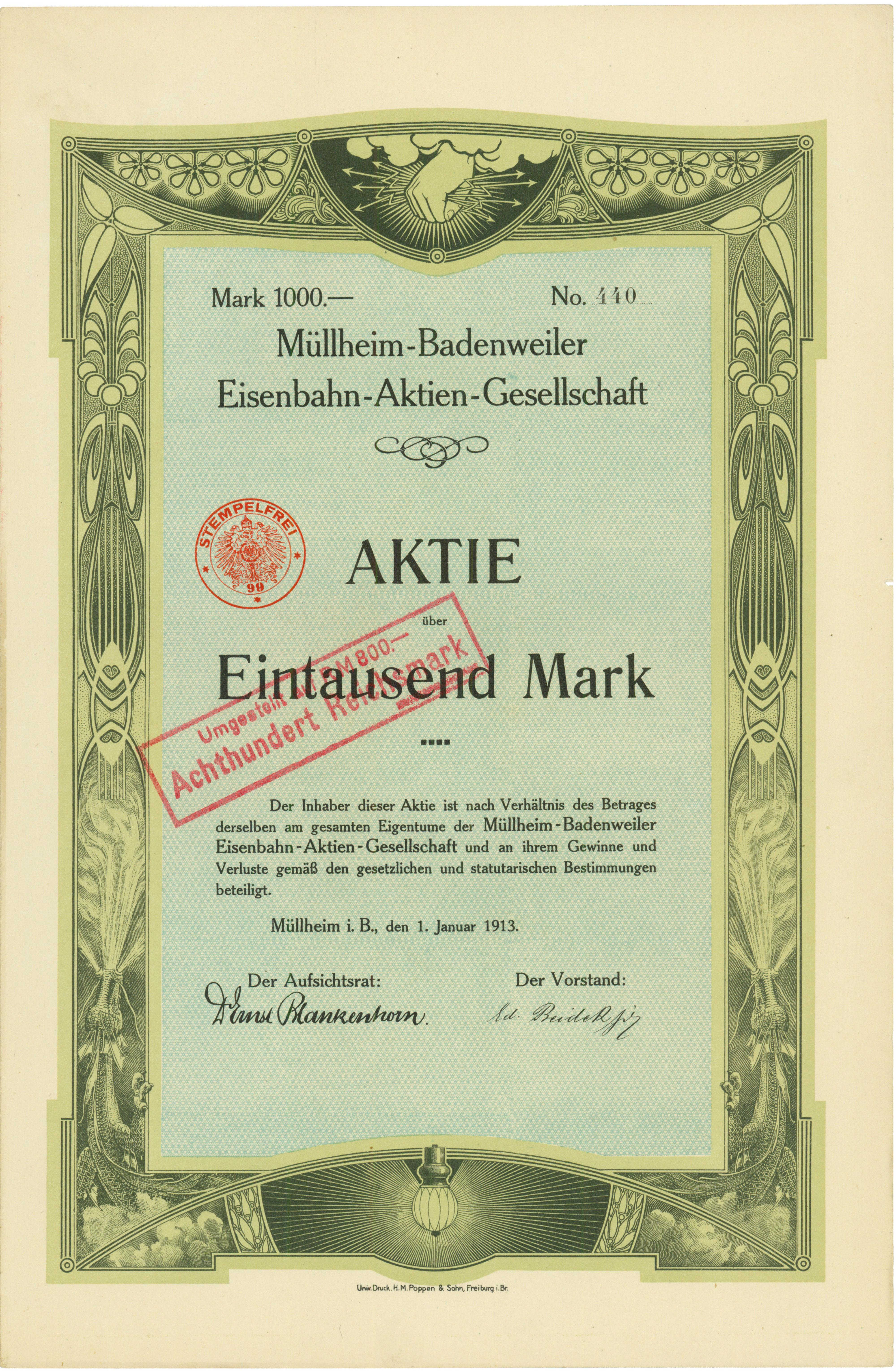
Die Aktien von 1913 dienten zur Finanzierung der Elektrifizierung, was auch auf der Aktie dargestellt wurde

Die Bahn wurde 1894 unter maßgeblicher Beteiligung der Bahnbau- und Betriebsgesellschaft Vering & Waechter als Localbahn Müllheim-Badenweiler („Badenweiler Bähnle“) gegründet. Am 15. Februar 1896 wurde der Betrieb als dampfbetriebene Straßenbahn eröffnet. Es wurden von Beginn an acht Zwischenhaltestellen bedient. Zunächst führte Vering & Waechter den Betrieb selbst, 1899 übernahm schließlich die Deutsche Eisenbahn-Betriebsgesellschaft (DEBG) die Betriebsführung. Ab dem 1. Januar 1913 führte dann die Müllheim-Badenweiler Eisenbahn AG den Betrieb. Die Dampfzüge wurden am 7. April 1914 durch elektrische Fahrzeuge abgelöst, die mit 1000 Volt Gleichspannung betrieben wurden.

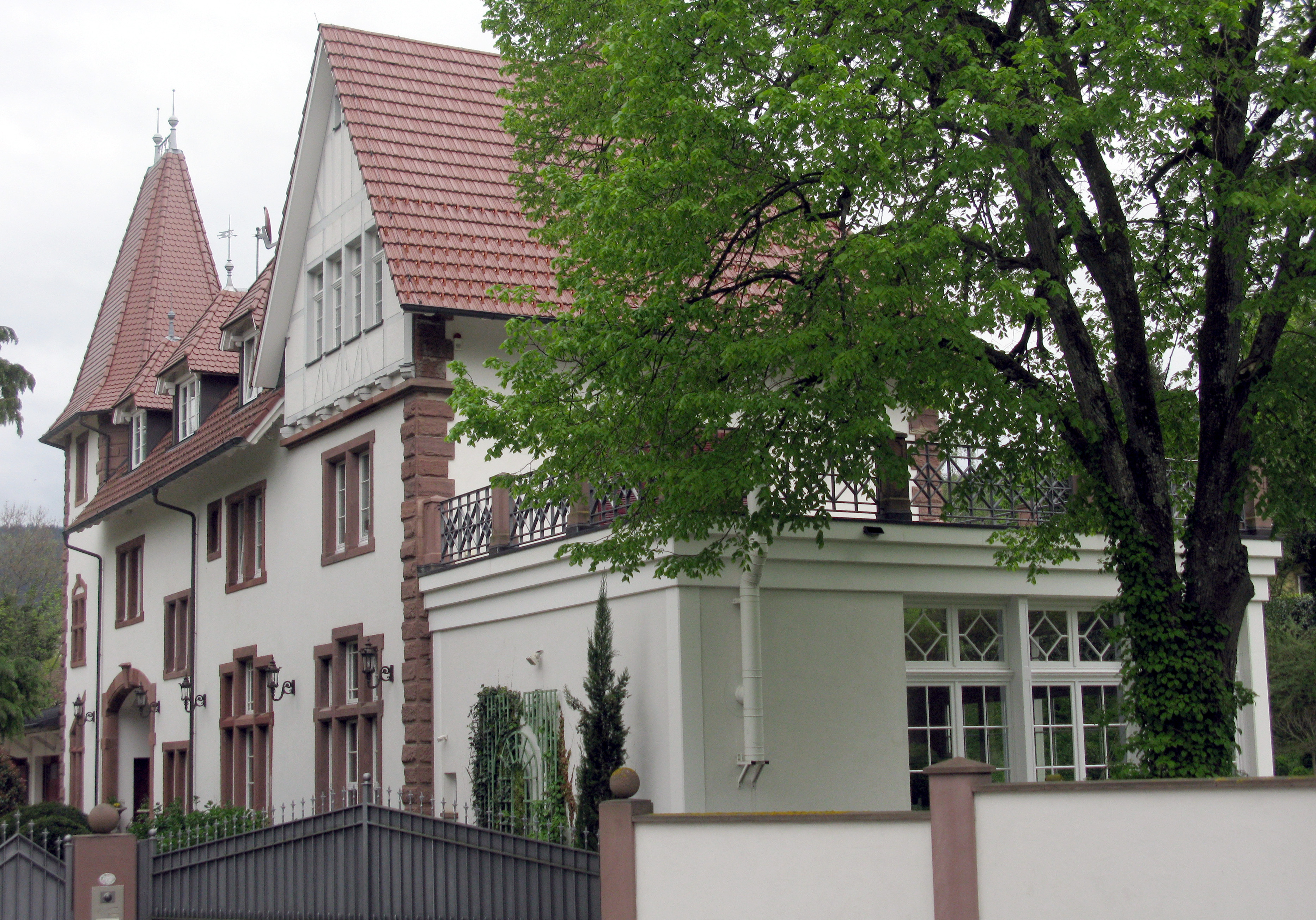
Der ehemalige Bahnhof von Badenweiler steht unter Denkmalschutz und ist heute in Privatbesitz, 2012

In den 1950er Jahren verlor die Gesellschaft, deren Hauptaktionär die Rheinische Elektrizitäts-AG in Mannheim war, das Interesse am Weiterbetrieb der Bahn. Ab 1. März 1955 wurde das Land Baden-Württemberg ihr Eigentümer, und sie gelangte zum 29. März 1955 zu den Mittelbadischen Eisenbahnen. Diese stellten fest, dass die Bahn in einem sehr schlechten Zustand war und eine Modernisierung nicht finanzierbar sei. Sie stellte den gesamten Schienenverkehr am 22. Mai 1955 ein. Den Personenverkehr bedient seitdem der Verkehrsbetrieb Müllheim-Badenweiler im Rahmen der Südwestdeutschen Verkehrs AG (SWEG) mit Omnibussen.
Die Gleise wurden 1970 vollständig abgebaut. Die einstige Trassenführung in Badenweiler ist nördlich des Klemmbachs auf Höhe der Fischermühle noch deutlich sichtbar. Die dortige Brücke über den Klemmbach wurde ebenso wie die Wagenhalle in Müllheim nach 1972 abgerissen. Das Bahnhofsgebäude und die Wagenhalle Badenweiler waren 2005 noch vorhanden.
Mit einem Kurvenradius von 40 Metern besaß die Bahn den kleinsten Radius aller badischen Privatbahnen.

## Fahrzeuge

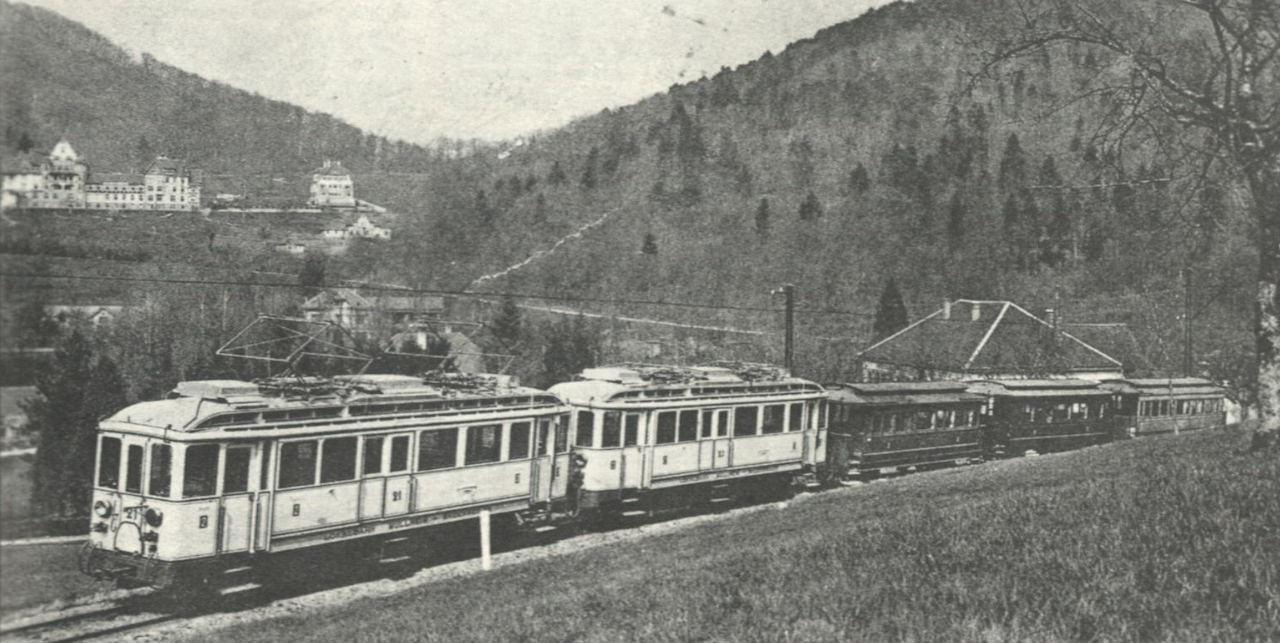
Elektrischer Zug der MBE (1914)

Für den Dampfbetrieb standen der Bahn zunächst drei B-gekuppelte Nassdampf-Tenderlokomotiven von Borsig (1–3, Baunummern 4474 – 4476) und eine weitere Tenderlokomotive (4, Baunummer 4644) der Bauart Mallet zur Verfügung. An Wagen besaß die Bahn sechs Personenwagen, einen Pack- und Postwagen, vier Güterwagen und ein Dienstfahrzeug. Die Lokomotive 1 kam zur Spremberger Stadtbahn als Nummer 6 und blieb dort bis 1957, die 2 wurde 1920 an die Oberrheinische Eisenbahn-Gesellschaft abgegeben, wo sie 1954 die Nummer 61 bekam. Die Nummer 4 verkehrte nach der Elektrifizierung von 1914 bis 1926 bei der Spreewaldbahn.
Für den elektrischen Betrieb wurden fünf vierachsige Triebwagen mit den Nummern 21 bis 25 beschafft. Der Fahrstrom wurde über zwei massive Scherenstromabnehmer der vollbahnähnlichen Fahrleitung entnommen. Die Radsätze der einzelnen Drehgestelle waren mit Kuppelstangen untereinander verbunden. Die Personenwagen aus dem Dampfbetrieb wurden weiterhin eingesetzt und später um drei weitere Fahrzeuge ergänzt. Die Drehgestellwagen besaßen vereinzelt Mitteleinstiege, Beiwagen war ein Sommerwagen. Zwei Güterwagen wurden ebenfalls nachträglich beschafft. Als einziges Fahrzeug ging Triebwagen 22 1955 zu Versuchszwecken an die spätere Albtal-Verkehrs-Gesellschaft und wurde dort als ET 01.22 in den Bestand eingereiht. Er stand lange Zeit in Ittersbach abgestellt und wurde vor 1972 ausgemustert. Die übrigen Fahrzeuge wurden im Sommer 1955 in Müllheim verschrottet.